# Poule C de la Coupe du monde de rugby à XV 2023
La poule C de la Coupe du monde de rugby à XV 2023, qui se dispute en France du 8 septembre au 28 octobre 2023, comprend cinq équipes dont les deux premières se qualifient pour les quarts de finale de la compétition. Conformément au tirage au sort effectué le 14 décembre 2020 à Paris, les équipes du pays de Galles (Chapeau 1), d'Australie (Chapeau 2), des Fidji (Chapeau 3), de Géorgie (Chapeau 4) et du Portugal (Chapeau 5) composent ce groupe C.

## Classement
| Rang | Pays           | J | V | N | D | Em | Ee | Bo | Bd | Pm  | Pe  | Diff | Pts |
| ---- | -------------- | - | - | - | - | -- | -- | -- | -- | --- | --- | ---- | --- |
| 1    | Pays de Galles | 4 | 4 | 0 | 0 | 17 | 8  | 3  | 0  | 143 | 59  | +84  | 19  |
| 2    | Fidji          | 4 | 2 | 0 | 2 | 9  | 9  | 1  | 2  | 88  | 83  | +5   | 11  |
| 3    | Australie      | 4 | 2 | 0 | 2 | 11 | 8  | 2  | 1  | 90  | 91  | -1   | 11  |
| 4    | Portugal       | 4 | 1 | 1 | 2 | 8  | 13 | 0  | 0  | 64  | 103 | -39  | 6   |
| 4    | Géorgie        | 4 | 0 | 1 | 3 | 7  | 14 | 0  | 1  | 64  | 113 | -49  | 3   |

|  | Qualifiés pour les quarts de finale, et pour la Coupe du monde 2027 |
|  | Éliminé, mais qualifié pour la Coupe du monde 2027                  |

- En cas d'égalité au nombre de points, le point 2 du règlement prévoit que le départage se fait par la confrontation entre les équipes concernées. Les Fidji ayant battu l'Australie, elles sont devant cette dernière.
- En cas d'égalité à la différence de points terrain (et entre deux équipes qui ne se sont pas encore affrontées), le départage se fait par la différence d'essais, conformément au point 4 du règlement. La différence d'essais est de -2 pour la Géorgie et de -3 pour le Portugal.

## Les matchs
| 9 septembre 2023  | Australie      | 35 - 15 | Géorgie   | Stade de France, Saint-Denis              |
| 10 septembre 2023 | Pays de Galles | 32 - 26 | Fidji     | Stade de Bordeaux, Bordeaux               |
| 16 septembre 2023 | Pays de Galles | 28 - 8  | Portugal  | Stade de Nice, Nice                       |
| 17 septembre 2023 | Australie      | 15 - 22 | Fidji     | Stade Geoffroy-Guichard, Saint-Étienne    |
| 23 septembre 2023 | Géorgie        | 18 - 18 | Portugal  | Stadium de Toulouse, Toulouse             |
| 24 septembre 2023 | Pays de Galles | 40 - 6  | Australie | Parc Olympique lyonnais, Décines-Charpieu |
| 30 septembre 2023 | Fidji          | 17 - 12 | Géorgie   | Stade de Bordeaux, Bordeaux               |
| 1er octobre 2023  | Australie      | 34 - 14 | Portugal  | Stade Geoffroy-Guichard, Saint-Étienne    |
| 7 octobre 2023    | Pays de Galles | 43 - 19 | Géorgie   | Stade de la Beaujoire, Nantes             |
| 8 octobre 2023    | Fidji          | 23 - 24 | Portugal  | Stadium de Toulouse, Toulouse             |

### Australie - Géorgie
Homme du match :  Ben Donaldson
Points marqués :

Australie :
- 4 essais de Petaia (2e),  Nawaqanitawase (9e) et Donaldson (56e, 68e)
- 3 transformations de Donaldson (9e, 56e, 68e)
- 3 pénalités de Donaldson (14e, 21e, 31e)

Géorgie :
- 2 essais de Ivanishvili (en) (47e) et Gigashvili (80e)
- 1 transformation de Abzhandadze (80e)
- 1 pénalité de Matkava (6e)

Évolution du score : 5-0, 5-3, 12-3, 15-3, 18-3, 21-3, 21-8 , 28-8, 35-8, 35-15
Arbitre :  Luke Pearce
Touche :  James Doleman (en) /  Craig Evans (en) 
Vidéo :  Brian MacNeice
Résumé : 
| Australie Titulaires 15 Ben Donaldson 14 Mark Nawaqanitawase 13 Jordan Petaia 12 Samu Kerevi 11 Marika Koroibete 10 Carter Gordon 9 Tate McDermott 8 Rob Valetini 7 Fraser McReight 6 Tom Hooper 5 Will Skelton 4 Richie Arnold 3 Taniela Tupou 2 David Porecki 1 Angus Bell Remplaçants 16 Matt Faessler 17 Blake Schoupp 18 Zane Nonggorr 19 Rob Leota 20 Langi Gleeson 21 Nic White 22 Lalakai Foketi 23 Suliasi Vunivalu Entraîneur Eddie Jones |  | Géorgie · Titulaires · Davit Niniashvili 15 · Akaki Tabutsadze 14 · Demur Tapladze 13 · Merab Sharikadze 12 · 42e à 52eMirian Modebadze 11 · Luka Matkava 10 · Vasil Lobzhanidze 9 · Beka Gorgadze 8 · Luka Ivanishvili (en) 7 · Tornike Jalagonia 6 · Konstantin Mikautadze 5 · Nodar Cheishvili 4 · Guram Papidze 3 · Shalva Mamukashvili 2 · Nika Abuladze 1 · Remplaçants · Tengiz Zamtaradze (ka) 16 · Guram Gogichashvili 17 · Beka Gigashvili 18 · Lasha Jaiani 19 · Giorgi Tsutskiridze 20 · Gela Aprasidze 21 · Tedo Abzhandadze 22 · Giorgi Kveseladze 23 · Entraîneur · Levan Maisashvili (en) |

### Pays de Galles - Fidji
Homme du match :  Dan Biggar
Points marqués :

Pays de Galles:
- 4 essais de Adams (8e), North (30e), Rees-Zammit (48e) et Dee (66e)
- 3 transformations de Biggar (29e, 48e, 66e)
- 2 pénalités de Biggar (3e, 25e)

Fidji :
- 4 essais de Nayacalevu (14e), Tagitagivalu (18e), Tuisova (73e) et Doge (78e)
- 3 transformations de Lomani (14e, 18e) et Tela (73e)

Évolution du score : 3-0, 8-0, 8-7, 8-14, 11-14, 18-14, 25-14, 32-14, 32-21, 32-26 
Arbitre :  Matthew Carley
Touche :  Wayne Barnes /  Christophe Ridley (en) 
Vidéo :  Brian MacNeice
Résumé : 
| Pays de Galles · Titulaires · 15 Liam Williams · 14 Louis Rees-Zammit · 13 George North · 12 Nick Tompkins · 11 Josh Adams · 10 Dan Biggar · 9 Gareth Davies · 8 Taulupe Faletau · 7 Jac Morgan · 6 Aaron Wainwright · 5 Adam Beard · 4 Will Rowlands · 3 Tomas Francis · 2 Ryan Elias · 1 Gareth Thomas · Remplaçants · 16 Elliot Dee · 17 Corey Domachowski 69e à 79e · 18 Dillon Lewis · 19 Dafydd Jenkins · 20 Tommy Reffell · 21 Tomos Williams · 22 Sam Costelow · 23 Rio Dyer · Entraîneur · Warren Gatland |  | Fidji · Titulaires · Ilaisa Droasese 15 · Selestino Ravutaumada 14 · Waisea Nayacalevu 13 · Semi Radradra 12 · Vinaya Habosi 11 · Teti Tela 10 · Frank Lomani 9 · Viliame Mata 8 · 65e à 75eLekima Tagitagivalu 7 · Albert Tuisue 6 · Te Ahiwaru Cirikidaveta 5 · Isoa Nasilasila 4 · Luke Tagi 3 · Sam Matavesi 2 · Eroni Mawi 1 · Remplaçants · Tevita Ikanivere 16 · Peni Ravai 17 · Mesake Doge 18 · Temo Mayanavanua 19 · Levani Botia 20 · Simione Kuruvoli 21 · Josua Tuisova 22 · Sireli Maqala 23 · Entraîneur · Simon Raiwalui |

### Pays de Galles - Portugal
Homme du match :  Jac Morgan
Points marqués :

Pays de Galles :
- 4 essais de Rees-Zammit (10e), Dewi Lake (43e), Morgan (57e), Faletau (80e+3)
- 4 transformations de Halfpenny (10e, 43e, 57e) et Costelow (80e+3)

Portugal :
- 1 essai de Martins (63e)
- 1 pénalité de Marques (38e)

Évolution du score : 7-0, 7-3, 14-3, 21-3, 21-8, 28-8 
Arbitre :  Karl Dickson
Touche :  Luke Pearce /  Andrea Piardi 
Vidéo :  Marius Jonker
Résumé : 
| Pays de Galles · Titulaires · 15 Leigh Halfpenny · 14 Louis Rees-Zammit · 13 Mason Grady · 12 Johnny Williams 26e à 36e · 11 Rio Dyer · 10 Gareth Anscombe · 9 Tomos Williams · 8 Taulupe Faletau · 7 Tommy Reffell · 6 Dan Lydiate · 5 Dafydd Jenkins · 4 Christ Tshiunza · 3 Dillon Lewis · 2 Dewi Lake · 1 Nicky Smith · Remplaçants · 16 Ryan Elias · 17 Corey Domachowski · 18 Tomas Francis · 19 Adam Beard · 20 Taine Basham · 21 Gareth Davies · 22 Sam Costelow · 23 Josh Adams · Entraîneur · Warren Gatland |  | Portugal · Titulaires · Nuno Sousa Guedes 15 · 77e Vincent Pinto 14 · José Lima 13 · Tomás Appleton 12 · Rodrigo Marta 11 · Jerónimo Portela 10 · Samuel Marques 9 · Rafael Simões 8 · Nicolas Martins 7 · João Granate 6 · Steevy Cerqueira 5 · Martim Belo 4 · Anthony Alvès 3 · Mike Tadjer 2 · Francisco Fernandes 1 · Remplaçants · David Costa 16 · Lionel Campergue 17 · Diogo Hasse Ferreira 18 · Thibault de Freitas 19 · David Wallis 20 · Pedro Lucas (en) 21 · Joris Moura 22 · Raffaele Storti 23 · Entraîneur · Patrice Lagisquet |

### Australie - Fidji
Homme du match :  Josua Tuisova
Points marqués :

Australie :
- 2 essais de Nawaqanitawase (23e) et Vunivalu (68e)
- 1 transformation de Donaldson (68e)
- pénalité de Donaldson (3e)

Fidji :
- 1 essai de Tuisova (43e)
- 1 transformation de Kuruvoli (43e)
- 5 pénalités de Kuruvoli (12e, 21e, 27e, 33e) et Lomani (66e)

Évolution du score : 3-0, 3-3, 3-6, 8-6, 8-9, 8-12, 8-19, 8-22, 15-22 
Arbitre :  Andrew Brace
Touche :  Jaco Peyper /  Chris Busby (en) 
Vidéo :  Brian MacNeice
Résumé : 
| Australie Titulaires 15 Ben Donaldson 14 Mark Nawaqanitawase 13 Jordan Petaia 12 Samu Kerevi 11 Marika Koroibete 10 Carter Gordon 9 Nic White 8 Rob Valetini 7 Fraser McReight 6 Tom Hooper 5 Richie Arnold 4 Nick Frost 3 James Slipper 2 Dave Porecki 1 Angus Bell Remplaçants 16 Jordan Uelese 17 Blake Schoupp 18 Zane Nonggorr 19 Matt Philip 20 Rob Leota 21 Issak Fines-Leleiwasa 22 Lalakai Foketi 23 Suliasi Vunivalu Entraîneur Eddie Jones |  | Fidji Titulaires Ilaisa Droasese 15 Jiuta Wainiqolo 14 Waisea Nayacalevu 13 Josua Tuisova 12 Semi Radradra 11 Teti Tela 10 Simione Kuruvoli 9 Viliame Mata 8 Levani Botia 7 Lekima Tagitagivalu 6 Te Ahiwaru Cirikidaveta 5 Isoa Nasilasila 4 Luke Tagi 3 Sam Matavesi 2 Eroni Mawi 1 Remplaçants Tevita Ikanivere 16 Peni Ravai 17 Mesake Doge 18 Temo Mayanavanua 19 Albert Tuisue 20 Frank Lomani 21 Vilimoni Botitu 22 Vinaya Habosi 23 Entraîneur Simon Raiwalui |

### Géorgie - Portugal
Homme du match :  Jerónimo Portela
Points marqués :

Géorgie :

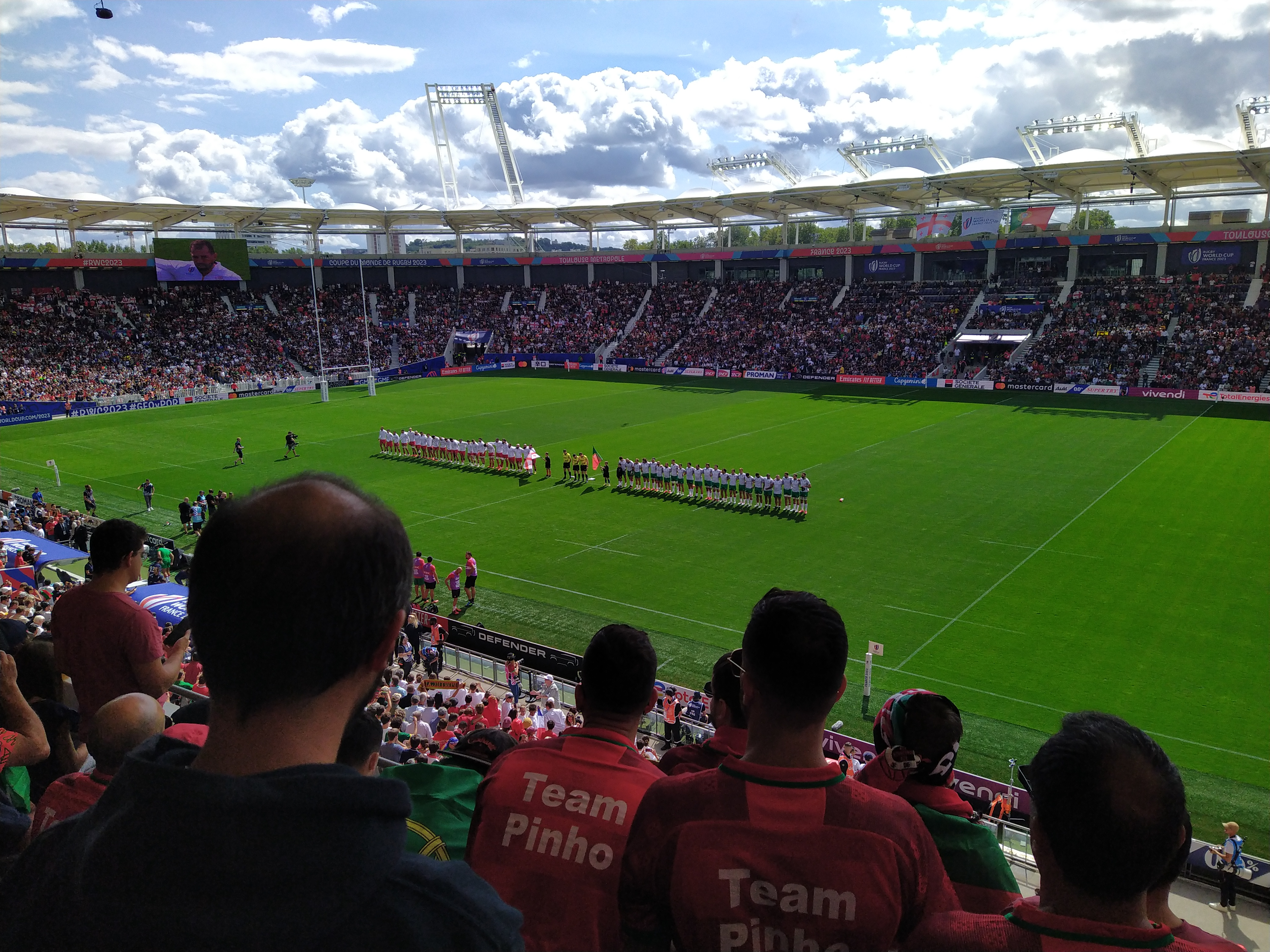
Hymnes lors du match Portugal-Géorgie au Stadium de Toulouse.

- 2 essais de Tabutsadze (2e), Zamtaradze (78e)
- 1 transformation de Abzhandadze (3e)
- 2 pénalités de Abzhandadze (16e, 32e)

Portugal :
- 2 essais de Storti (35e, 58e)
- 1 transformation de Marques (58e)
- 2 pénalités de Marques (48e, 52e)

Évolution du score : 7-0, 10-0, 13-0, 13-5, 13-8, 13-11, 13-18, 18-18 
Arbitre :  Paul Williams
Touche :  Matthew Carley /  Chris Busby (en) 
Vidéo :  Joy Neville
Résumé : 
| Géorgie Titulaires 15 Davit Niniashvili 14 Akaki Tabutsadze 13 Giorgi Kveseladze 12 Merab Sharikadze 11 Alexander Todua 10 Tedo Abzhandadze 9 Gela Aprasidze 8 Beka Gorgadze 7 Beka Saghinadze 6 Tornike Jalagonia 5 Konstantin Mikautadze 4 Lado Chachanidze 3 Beka Gigashvili 2 Shalva Mamukashvili 1 Mikheil Nariashvili Remplaçants 16 Tengiz Zamtaradze 17 Guram Gogichashvili 18 Guram Papidze 19 Nodar Cheishvili 20 Giorgi Tsutskiridze 21 Vasil Lobzhanidze 22 Luka Matkava 23 Demur Tapladze Entraîneur Levan Maisashvili (en) |  | Portugal · Titulaires · Nuno Sousa Guedes 15 · Raffaele Storti 14 · Pedro Bettencourt 13 · Tomás Appleton 12 · Rodrigo Marta 11 · Jerónimo Portela 10 · Samuel Marques 9 · Rafael Simões 8 · Nicolas Martins 7 · João Granate 6 · Steevy Cerqueira 5 · José Madeira 4 · Diogo Hasse Ferreira 3 · Mike Tadjer 2 · 37e à 47e Francisco Fernandes 1 · Remplaçants · David Costa 16 · Lionel Campergue 17 · Anthony Alvès 18 · Martim Belo 19 · David Wallis 20 · Thibault de Freitas 21 · Pedro Lucas (en) 22 · Manuel Cardoso Pinto 23 · Entraîneur · Patrice Lagisquet |

### Pays de Galles - Australie
Homme du match :  Gareth Anscombe
Points marqués :

Pays de Galles :
- 3 essais de Davies (3e), Tompkins (48e) et Morgan (78e)
- 2 transformations de Biggar (3e) et Anscombe (48e)
- 6 pénalités d'Anscombe (21e), (29e), (39e), (43e), (52e), (60e)
- 1 drop d'Anscombe (70e)

Australie :
- 2 pénalités de Donaldson (9e), (14e)

Évolution du score : 7-0, 7-3, 7-6, 10-6, 13-6, 16-6, 19-6, 26-6, 29-6, 32-6, 35-6, 40-6  
Arbitre :  Wayne Barnes
Touche :  Luke Pearce /  Christophe Ridley (en) 
Vidéo :  Tom Foley
Résumé : 
| Pays de Galles Titulaires 15 Liam Williams 14 Louis Rees-Zammit 13 George North 12 Nick Tompkins 11 Josh Adams 10 Dan Biggar 9 Gareth Davies 8 Taulupe Faletau 7 Jac Morgan 6 Aaron Wainwright 5 Adam Beard 4 Will Rowlands 3 Tomas Francis 2 Ryan Elias 1 Gareth Thomas Remplaçants 16 Elliot Dee 17 Corey Domachowski 18 Henry Thomas 19 Dafydd Jenkins 20 Taine Basham 21 Tomos Williams 22 Gareth Anscombe 23 Rio Dyer Entraîneur Warren Gatland |  | Australie Titulaires Andrew Kellaway 15 Mark Nawaqanitawase 14 Jordan Petaia 13 Samu Kerevi 12 Marika Koroibete 11 Ben Donaldson 10 Tate McDermott 9 Rob Valetini 8 Tom Hooper 7 Rob Leota 6 Richie Arnold 5 Nick Frost 4 James Slipper 3 David Porecki 2 Angus Bell 1 Remplaçants Matt Faessler 16 Blake Schoupp 17 Pone Fa'amausili 18 Matt Philip 19 Fraser McReight 20 Nic White 21 Carter Gordon 22 Suliasi Vunivalu 23 Entraîneur Eddie Jones |

### Fidji - Géorgie
Homme du match :  Levani Botia
Points marqués :

Fijdi :
- 2 essais de Nayacalevu (52e), Habosi (69e)
- 2 transformations de Lomani (52e, 69e)
- 1 pénalité de Lomani (65e)

Géorgie :
- 4 pénalités de Matkava (5e, 80e), Niniashvili (19e, 31e)

Évolution du score : 0-3, 0-6, 0-9, 7-9, 10-9, 17-9, 17-12
Arbitre :  Karl Dickson
Touche :  Jaco Peyper /  Pierre Brousset 
Vidéo :  Tom Foley
Résumé : 
| Fidji Titulaires 15 Ilaisa Droasese 14 Selestino Ravutaumada 13 Waisea Nayacalevu 12 Josua Tuisova 11 Semi Radradra 10 Teti Tela 9 Simione Kuruvoli 8 Viliame Mata 7 Levani Botia 6 Lekima Tagitagivalu 5 Te Ahiwaru Cirikidaveta 4 Isoa Nasilasila 3 Luke Tagi 2 Sam Matavesi 1 Eroni Mawi Remplaçants 16 Tevita Ikanivere 17 Peni Ravai 18 Samu Tawake (en) 19 Temo Mayanavanua 20 Albert Tuisue 21 Frank Lomani 22 Vilimoni Botitu 23 Vinaya Habosi Entraîneur Simon Raiwalui |  | Géorgie Titulaires Mirian Modebadze 15 Akaki Tabutsadze 14 Demur Tapladze 13 Giorgi Kveseladze 12 Davit Niniashvili 11 Luka Matkava 10 Vasil Lobzhanidze 9 Tornike Jalagonia 8 Beka Saghinadze 7 Mikheil Gachechiladze 6 Konstantin Mikautadze 5 Lasha Jaiani 4 Beka Gigashvili 3 Shalva Mamukashvili 2 Mikheil Nariashvili 1 Remplaçants Luka Nioradze 16 Nika Abuladze 17 Irakli Aptsiauri 18 Nodar Cheishvili 19 Luka Ivanishvili 20 Gela Aprasidze 21 Tedo Abzhandadze 22 Tornike Kakhoidze 23 Entraîneur Levan Maisashvili (en) |

### Australie - Portugal
Homme du match :  Rob Valetini
Points marqués :

Australie :
- 5 essais de Arnold (19e), Porecki (21e), Bell (26e), McReight (47e) et Koroibete (74e)
- 3 transformations de Donaldson (19e, 21e, 26e)
- 1 pénalité de Donaldson (4e)

Portugal :
- 2 essais de Bettencourt (12e) et Simões (70e)
- 2 transformations de Marques (13e, 71e)

Évolution du score : , mt, 
Arbitre :  Nika Amashukeli
Touche :  Mathieu Raynal /  Andrea Piardi 
Vidéo :  Joy Neville
Résumé : 
| Australie Titulaires 15 Andrew Kellaway 14 Mark Nawaqanitawase 13 Izaia Perese 12 Lalakai Foketi 11 Marika Koroibete 10 Ben Donaldson 9 Tate McDermott 8 Rob Valetini 7 Fraser McReight 6 Tom Hooper 5 Richie Arnold 4 Nick Frost 3 James Slipper 2 David Porecki 1 Angus Bell Remplaçants 16 Matt Faessler 17 Blake Schoupp 18 Pone Fa'amausili 19 Rob Leota 20Josh Kemeny 21 Issak Fines-Leleiwasa 22 Samu Kerevi 23 Suliasi Vunivalu Entraîneur Eddie Jones |  | Portugal Titulaires Nuno Sousa Guedes 15 Raffaele Storti 14 Pedro Bettencourt 13 Tomás Appleton 12 Rodrigo Marta 11 Jerónimo Portela 10 Samuel Marques 9 Thibault de Freitas 8 Nicolas Martins 7 David Wallis 6 Martim Belo 5 José Madeira 4 Diogo Hasse Ferreira 3 Mike Tadjer 2 David Costa 1 Remplaçants Francisco Fernandes 16 Duarte Diniz 17 Francisco Bruno 18 Steevy Cerqueira 19 Rafael Simões 20 João Belo 21 Joris Moura 22 Manuel Cardoso Pinto 23 Entraîneur Patrice Lagisquet |

### Pays de Galles - Géorgie
Homme du match :  Tommy Reffell
Points marqués :

Pays de Galles :
- 6 essais de Francis (17e), L. Williams (24e), Rees-Zammit (44e, 68e, 75e) et North (80e+1)
- 5 transformations de Costelow (17e, 24e, 44e, 68e, 80e+1)
- 1 pénalité de Costelow (28e)

Géorgie :
- 3 essais de Sharikadze (36e), Karkadze (60e) et Niniashvili (63e)
- 2 transformations de Matkava (36e, 60e)

Évolution du score : 7-0, 14-0, 17-0, 17-7, 17-7, 24-7, 24-14, 24-19, 31-19, 36-19, 43-19
Arbitre :  Mathieu Raynal
Touche :  Ben O'Keeffe /  Pierre Brousset 
Vidéo :  Brendon Pickerill (en)
Résumé : 
| Pays de Galles Titulaires 15 Liam Williams 14 Louis Rees-Zammit 13 George North 12 Nick Tompkins 11 Rio Dyer 10 Sam Costelow 9 Tomos Williams 8 Taulupe Faletau 7 Tommy Reffell 6 Aaron Wainwright 5 Dafydd Jenkins 4 Adam Beard 3 Tomas Francis 2 Dewi Lake 1 Gareth Thomas Remplaçants 16 Elliot Dee 17 Nicky Smith 18 Henry Thomas 19 Christ Tshiunza 20 Taine Basham 21 Gareth Davies 22 Dan Biggar 23 Mason Grady Entraîneur Warren Gatland |  | Géorgie Titulaires Lasha Khmaladze 15 Akaki Tabutsadze 14 Giorgi Kveseladze 13 Merab Sharikadze 12 Davit Niniashvili 11 Luka Matkava 10 Vasil Lobzhanidze 9 Tornike Jalagonia 8 Beka Saghinadze 7 Mikheil Gachechiladze 6 Konstantin Mikautadze 5 Nodar Cheishvili 4 Beka Gigashvili 3 Shalva Mamukashvili 2 Guram Gogichashvili 1 Remplaçants Vano Karkadze 16 Nika Abuladze 17 Irakli Aptsiauri 18 Lado Chachanidze 19 Giorgi Tsutskiridze 20 Gela Aprasidze 21 Tedo Abzhandadze 22 Demur Tapladze 23 Entraîneur Levan Maisashvili (en) |

### Fidji - Portugal
Homme du match :  Nicolas Martins
Points marqués :

Fidji :
- 2 essais de Botia (49e) et Doge (67e)
- 2 transformations de Lomani (49e, 67e)
- 3 pénalités de Lomani (11e, 74e, 77e)

Portugal :
- 3 essais de Storti (46e), Fernandes (53e) et Marta (78e)
- 3 transformations de Marques (46e, 53e, 78e)
- 1 pénalité de Marques (38e)

Évolution du score : 3-0, 3-3, 3-10, 10-10, 10-17, 17-17, 20-17, 23-17, 23-24
Arbitre :  Luke Pearce
Touche :  Jaco Peyper /  Pierre Brousset 
Vidéo :  Brian MacNeice
Résumé : 
| Fidji Titulaires 15 Sireli Maqala 14 Selestino Ravutaumada 13 Waisea Nayacalevu 12 Josua Tuisova 11 Vinaya Habosi 10 Vilimoni Botitu 9 Frank Lomani 8 Viliame Mata 7 Levani Botia 6 Meli Derenalagi 5 Temo Mayanavanua 4 Isoa Nasilasila 3 Luke Tagi 2 Sam Matavesi 1 Eroni Mawi Remplaçants 16 Tevita Ikanivere 17 Peni Ravai 18 Mesake Doge 19 Te Ahiwaru Cirikidaveta 20 Albert Tuisue 21 Peni Matawalu 22 Teti Tela 23 Iosefo Masi Entraîneur Simon Raiwalui |  | Portugal Titulaires Manuel Cardoso Pinto 15 Raffaele Storti 14 Pedro Bettencourt 13 José Lima 12 Rodrigo Marta 11 Jerónimo Portela 10 Samuel Marques 9 Rafael Simões 8 Nicolas Martins 7 David Wallis 6 Steevy Cerqueira 5 José Madeira 4 Diogo Hasse Ferreira 3 Mike Tadjer 2 Francisco Fernandes 1 Remplaçants David Costa 16 Duarte Diniz 17 Anthony Alvès 18 Duarte Torgal 19 João Granate 20 João Belo 21 Tomás Appleton 22 Vincent Pinto 23 Entraîneur Patrice Lagisquet |